# Bündnis 90/Die Grünen Thüringen
Bündnis 90/Die Grünen Thüringen ist der Landesverband der Partei Bündnis 90/Die Grünen in Thüringen. Seit 2024 befindet er sich in der außerparlamentarischen Opposition und ist nicht mehr im Thüringer Landtag vertreten.

## Geschichte

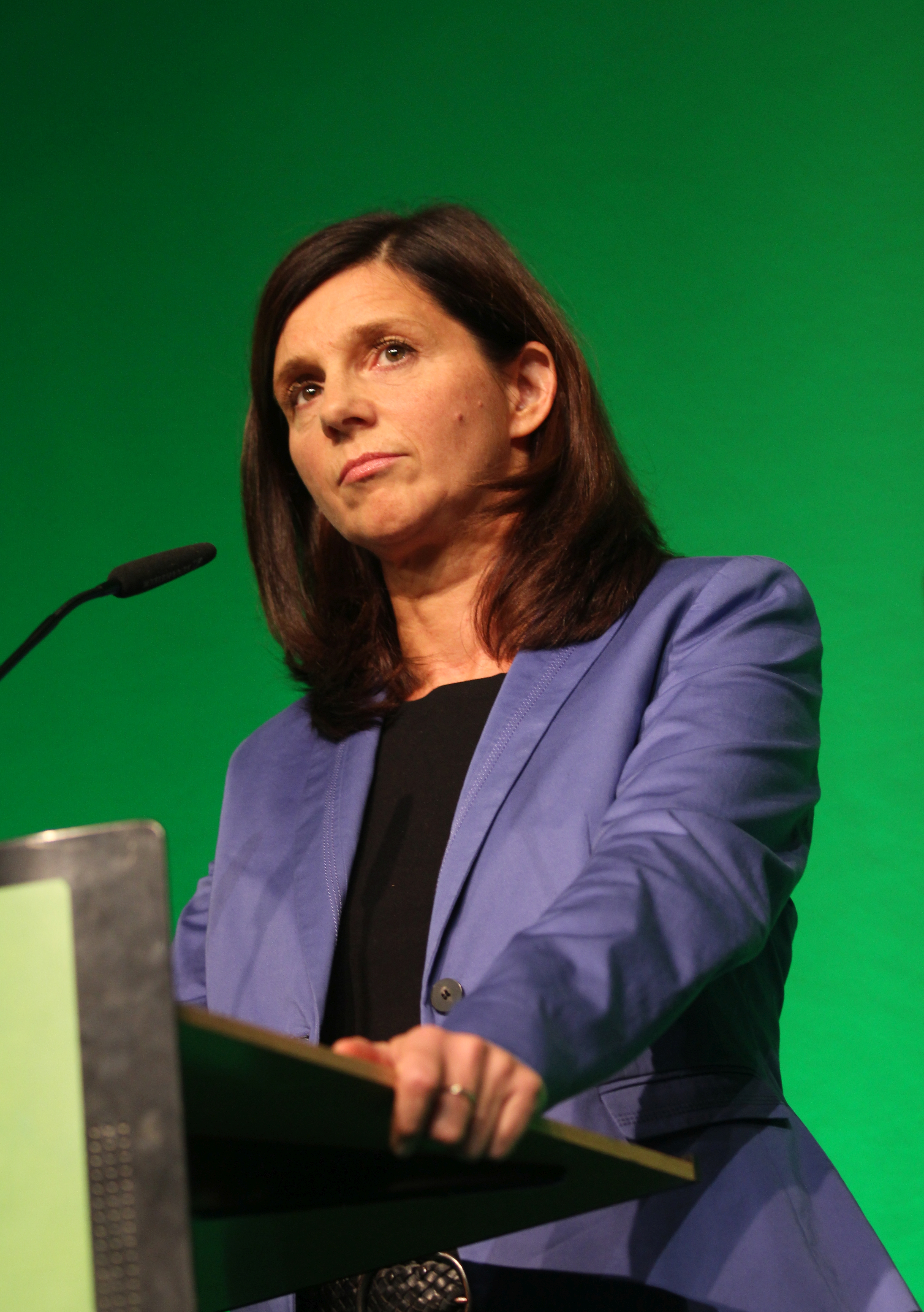
Katrin Göring-Eckardt (2013), Abgeordnete der Thüringer Grünen im Bundestag

1990 bis 1994 waren die Grünen in Fraktionsstärke im Landtag von Thüringen vertreten. 1994 bis 2009 stellte die Partei keine Abgeordneten im thüringischen Landesparlament. 1995 bis 1998 und 2002 bis 2007 war Katrin Göring-Eckardt eine der beiden Landesvorsitzenden der Thüringer Bündnisgrünen. 2002 bis 2005 war sie zugleich erstmals Fraktionsvorsitzende der Bundestagsfraktion von Bündnis 90/Die Grünen. Bei der Landtagswahl in Thüringen 2004 scheiterten die Grünen unter der Führung von Spitzenkandidatin Astrid Rothe-Beinlich, ebenso wie bei der Landtagswahl in Thüringen 1994, mit 4,5 % vergleichsweise knapp an der Fünf-Prozent-Hürde.
Erst 2009 gelang, mit Rothe-Beinlich und Dirk Adams als Spitzenkandidaten, der Wiedereinzug in den Landtag von Thüringen. Im Vorfeld der Wahl kam es zu einer Kooperation mit der Piratenpartei Deutschland. Grüne und Piraten gaben dazu ein Papier heraus, das die gemeinsamen Ziele beider Parteien beschreibt. Die Piratenpartei trat im Folgenden nicht zur Landtagswahl an. Anja Siegesmund übernahm den Vorsitz der Landtagsfraktion und Rothe-Beinlich wurde zur Vizepräsidentin des Thüringer Landtages gewählt. Nach der Wahl fanden Sondierungsgespräche mit der Partei Die Linke und der SPD zur Bildung einer rot-rot-grünen Koalition statt. Da die Linke jedoch mehr Mandate als die SPD errungen hatte und die Landes-SPD sich weigerte, den Linken-Spitzenkandidaten Bodo Ramelow zum Ministerpräsidenten zu wählen, scheiterten die Gespräche und die Grünen verblieben in der Opposition.
Bei der Bundestagswahl 2013 wurde Katrin Göring-Eckardt neben Jürgen Trittin zur Spitzenkandidatin der Bundespartei gewählt. Nach der Wahl übernahm sie gemeinsam mit Anton Hofreiter erneut den Fraktionsvorsitz ihrer Partei im Bundestag.
Zur Landtagswahl in Thüringen 2014 wählte die Partei Ende 2013 ihre Landtagsfraktionsvorsitzende Anja Siegesmund an die Spitze der Landesliste, gefolgt von Dirk Adams und Astrid Rothe-Beinlich. Trotz leichter Stimmenverluste konnte die Partei weiterhin mit sechs Sitzen im Landtag verbleiben. In Folge der Wahl wurde in Thüringen die bundesweit erste rot-rot-grüne Koalition unter Führung des linken Ministerpräsidenten Bodo Ramelow gebildet, wodurch die Grünen seit Dezember 2014 erstmals an einer Thüringer Landesregierung beteiligt waren. Dem Kabinett Ramelow I gehören Anja Siegesmund als Thüringer Ministerin für Umwelt, Energie und Naturschutz und Dieter Lauinger als Thüringer Minister für Migration, Justiz und Verbraucherschutz an.
Bei der Bundestagswahl 2017 war es erneut Göring-Eckardt, die aus Thüringen ins Parlament einzog, ebenso wie 2021. Nach dieser letzten Bundestagswahl, ist sie außerdem erneut Bundestagsvizepräsidentin, wie auch 2005–2009 schon.
Im Jahr 2022 wählte die Bundespartei ihren neuen Bundesvorstand. Diesem gehört auch, der in Jena (Thüringen) geborene, Heiko Knopf als stellv. Bundesvorsitzender an.
Zur Thüringer Landtagswahl 2019, traten Anja Siegesmund und Dirk Adams als Spitzenkandidaten an und zogen gemeinsam mit Astrid Rothe-Beinlich, Olaf Müller und Madeleine Henfling ins Landesparlament ein. Die Partei hatte ein Ergebnis von 5,2 % eingefahren und war somit knapp über die Fünfprozenthürde gelandet. Nach einigen Monaten des Verhandelns, unterzeichneten die drei bisherigen Regierungsparteien SPD, Die Linke und Bündnis 90/Die Grünen ihren gemeinsamen Koalitionsvertrag. Aufgrund der Stimmverluste von Grünen und SPD, verlor die „r2g“ Regierung allerdings die Mehrheit und verfügt seitdem lediglich über 42 der insgesamt 90 Landtagssitze. Die Regierungsführung erhielt ein zweites Mal in Folge Bodo Ramelow (Linke).
Die Grünen stellten in Folge der Wahl zwei Minister, nämlich den Minister für Migration, Justiz und Verbraucherschutz, Dirk Adams, sowie die Umwelt- und Energieministerin Anja Siegesmund. Beide Ministerposten wurden während der laufenden Legislatur jedoch neu besetzt: Nachdem Siegesmund im Dezember 2022 ihren Rücktritt bekannt gab, entschied die Landespartei beide grüngeführten Ministerien neu zu besetzen. Auf Anja Siegesmund folgte ab 1. Februar 2023 Bernhard Stengele, der bis dato das Amt des Landessprechers innehatte. Auf Dirk Adams folgte am gleichen Tag die Polizistin Doreen Denstädt als neue Thüringer Ministerin für Migration, Justiz und Verbraucherschutz.
Mit der Übernahme des Ministeramtes stellte Bernhard Stengele seine Position als Landessprecher zur Verfügung. Als sein Nachfolger wurde Max Reschke gewählt. Reschke bildet seitdem, gemeinsam mit der, seit Januar 2020 im Amt befindlichen Ann-Sophie Bohm, das Sprecher-Duo des Landesverbandes.
Für die Landtagswahl im Herbst 2024 wählten die Grünen auf ihrem Landesparteitag im Februar 2024 Madeleine Henfling und Bernhard Stengele zu ihren Spitzenkandidaten. Zudem beschlossen sie ihr Landtagswahlprogramm mit dem Titel „Thüringen im Herzen. Zukunft im Blick.“ Bei der Wahl scheiterten die Grünen an der Fünfprozenthürde und schieden aus dem Landtag aus.

### Landessprecher
| Zeitraum             | Sprecher              |
| -------------------- | --------------------- |
| 1995–1998; 2002–2007 | Katrin Göring-Eckardt |
| 1995–2000            | Olaf Möller           |
| 1998–2000            | Anne Voß              |
| 2000–2009            | Astrid Rothe-Beinlich |
| 2007–2009            | Frank Augsten         |
| 2009–2011            | Madeleine Henfling    |
| 2009–2015            | Dieter Lauinger       |
| 2011–2013            | Babette Pfefferlein   |
| 2013–2020            | Stephanie Erben       |
| 2015–2017            | Rainer Wernicke       |
| 2017–2020            | Denis Peisker         |
| 2020–2023            | Bernhard Stengele     |
| Seit 2020            | Ann-Sophie Bohm       |
| 2023–2024            | Max Reschke           |
| Seit 2024            | Luis Schäfer          |

## Kreisverbände
Der Thüringer Landesverband von Bündnis 90/Die Grünen besteht aus 20 Regional- und Kreisverbänden:
Altenburg, Eichsfeld, Erfurt, Gera, Gotha, Greiz, Ilmkreis, Jena, Kyffhäuser, Nordhausen, Saale-Holzland, Saale-Orla, Saalfeld-Rudolstadt, Schmalkalden-Meiningen-Suhl, Sömmerda, Sonneberg-Hildburghausen, Unstrut-Hainich-Kreis, Wartburg/Eisenach, Weimar, Weimarer Land

## Fraktion

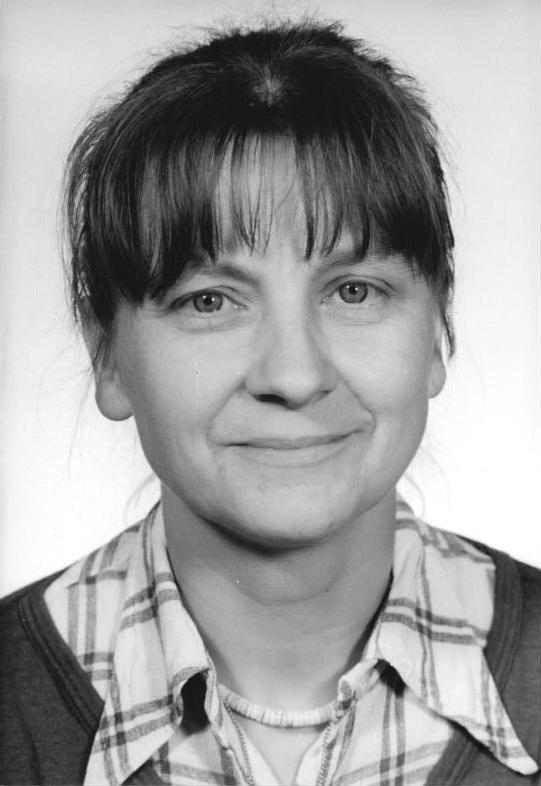
Christine Grabe (1990), erste Vorsitzende der grünen Landtagsfraktion in Thüringen

Die erste Landtagsfraktion war ein politisches Bündnis der drei Abgeordneten der Grünen Christine Grabe, Olaf Möller und Ralf Päsler, der beiden Abgeordneten des Neuen Forum Siegfried Geißler und Matthias Büchner und des Abgeordneten von Demokratie Jetzt Gerhard Wien. Sie trug bis zum 11. Februar 1992 die Bezeichnung Neues Forum/Grüne/Demokratie Jetzt (NF/GR/DJ), ab dann Bündnis 90/Grüne, ab 15. April 1992 Bündnis 90/Grüne/Neues Forum und ab 22. Dezember 1992 – nach Ausschluss der beiden Neues-Forum-Abgeordneten Siegfried Geißler und Matthias Büchner aus der Fraktion und mit Wechsel von Jörg Pöse (PDS) in die Fraktion – schließlich den Namen Bündnis 90/Die Grünen.
Von 1994 bis 2009 verfehlte die Partei Bündnis 90/Die Grünen in Thüringen den Wiedereinzug in das Landesparlament – sie scheiterte stets an der Fünf-Prozent-Hürde und hatte somit keine Landtagsabgeordneten.
Nach den Landtagswahlen 2014 und 2019 schlossen sich die Grünen jeweils mit SPD und Linken zusammen und bildeten eine Dreierkoalition. Seit der Landtagswahl 2019 verfügt das Dreierbündnis jedoch über keine eigene Mehrheit und regiert Thüringen seit der Regierungskrise 2020 als Minderheitskoalition.
Nachdem Anja Siegesmund im März 2020 im Kabinett Ramelow II erneut Thüringer Ministerin für Umwelt, Energie und Naturschutz geworden war und ihr Mandat zurückgegeben hat, rückte mit Laura Wahl Landeslistenplatz 7 ins Landesparlament nach. Gemeinsam mit Astrid-Rothe Beinlich, Olaf Müller, Madeleine Henfling und Babette Pfefferlein, welche wiederum für Dirk Adams nachrückte, stellt sie die Fraktion von Bündnis 90/Die Grünen. Adams wurde neuer Thüringer Minister für Migration, Justiz und Verbraucherschutz. In seiner vorherigen Funktion als Fraktionsvorsitzender folgte ihm Astrid Rothe-Beinlich. Rothe-Beinlich wiederum bekleidete bis Mai 2020 das Amt der Landtagsvizepräsidentin, welches sie an ihre Parteikollegin Henfling abgab.

### Fraktionsvorsitzende
| Zeitraum                             | Vorsitzender          |
| ------------------------------------ | --------------------- |
| 1990–17. Dezember 1992               | Christine Grabe       |
| 17. Dezember 1992– 22. Dezember 1992 | Siegfried Geißler     |
| 6. Januar 1993–1994                  | Christine Grabe       |
| 2009–2014                            | Anja Siegesmund       |
| 2014–2020                            | Dirk Adams            |
| 2020–2024                            | Astrid Rothe-Beinlich |

## Landtagswahlergebnisse
| Landtagswahlergebnisse | Landtagswahlergebnisse | Landtagswahlergebnisse | Landtagswahlergebnisse |
| Jahr                   | Stimmen                | Sitze                  |                        |
| ---------------------- | ---------------------- | ---------------------- | ---------------------- |
| 1990                   | 6,5 %                  | 6                      |                        |
| 1994                   | 4,5 %                  | —                      |                        |
| 1999                   | 1,9 %                  | —                      |                        |
| 2004                   | 4,5 %                  | —                      |                        |
| 2009                   | 6,2 %                  | 6                      |                        |
| 2014                   | 5,7 %                  | 6                      |                        |
| 2019                   | 5,2 %                  | 5                      |                        |
| 2024                   | 3,2 %                  | —                      |                        |

## Thüringer Abgeordnete der Grünen im Bundestag
- 1990–1996: Vera Lengsfeld (anschließend Übertritt zur CDU)
- seit 1998: Katrin Göring-Eckardt